# Каменное (Оренбургская область)
Каменное — село в Первомайском районе Оренбургской области. Входит в состав Красновского сельсовета.

## География
Село расположено на правом берегу реки Чаган, в 33 км к юго-западу от районного центра.

## История
Впервые упоменается в 1809 г.

## Население
| 2010 |
| ---- |
| 307  |